# 19.º Jamboree Scout Mundial
El 19.º Jamboree Scout Mundial se realizó en Chile, siendo el primer evento de este tipo en Sudamérica, específicamente en un sitio de 30 km² a los pies de los Andes, en el sector de Picarquín, comuna de Mostazal, distante a 61 kilómetros al sur de Santiago. Durante 11 días, desde el 27 de diciembre de 1998 hasta el 6 de enero de 1999, aproximadamente 31.000 scouts y líderes de casi cada asociación de escultismo en el mundo organizaron un festival de amistad y espíritu scout.
El tema del jamboree fue «Juntos Construyendo la Paz» estuvo evidente en todas partes. Y cuando los scouts del jamboree no estaban ocupados haciendo nuevos amigos e intercambiando experiencias, participaron en un programa que incluía días completos de actividades de patrullaje. Estas incluían:
- La Villa del Desarrollo Global, con exhibiciones y talleres dedicados a la ciencia y tecnología, expresión cultural y artística, asuntos ambientales, y paz y entendimiento intercultural.
- Un torneo de competencias físicas y juegos típicos de las Américas.
- Un día de servicio comunitario en pueblos cercanos.
- Un recorrido nocturno a través del sitio.
- Visitas diurnas a granjas, fábricas de empaque de frutas, y trabajos mineros, finalizando con un asado campestre y actividades folclóricas en Rancagua, capital de la Región de O'Higgins.